# مضلعة

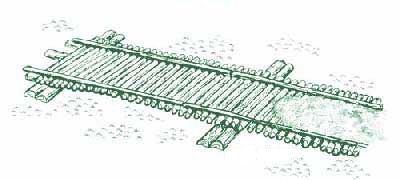
طريق مضلعة

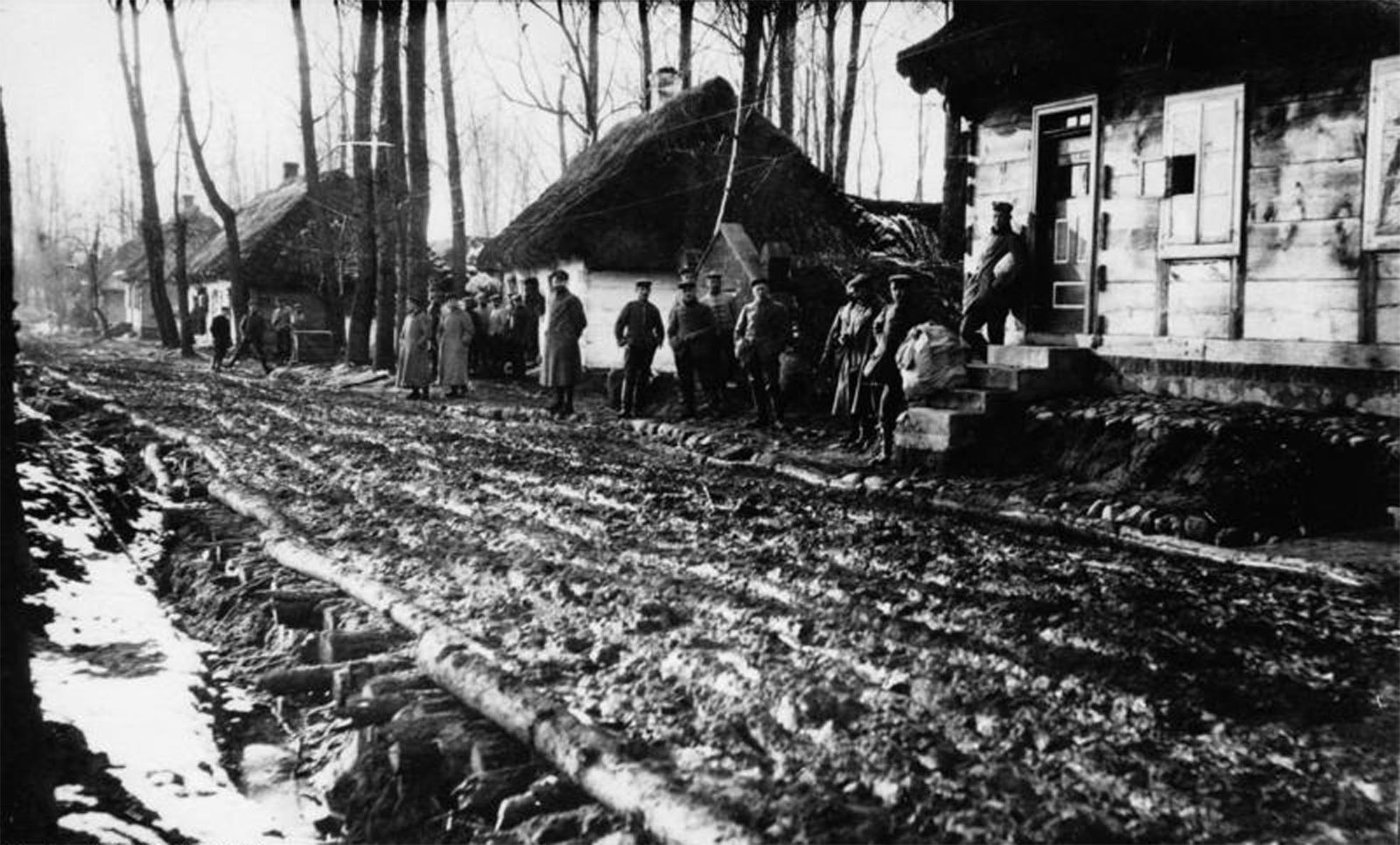
جنود ألمان على طريق مضلعة في قرية بولِسية (أُكرانيا 1918)

المُضَلَّعة أو الطريق المضلعة نوع من الطرق أو ممر خشبي يُنشأ عن طريق وضع جذوع الأشجار عموديًا على اتجاه الطريق فوق منطقة منخفضة أو مستنقعات. والنتيجة هي تحسين الطرق الطينية أو الترابية غير السالكة ولكنها خشنة في أفضل الظروف وتشكل خطرًا على الخيول بسبب نقل جذوع الأشجار السائبة.